# 1642年臺灣
|        | 臺灣歷史 \| 台灣歷史年表 |
| 世纪： | 16世纪臺灣 \| 17世纪臺灣 \| 18世纪臺灣 |
| 年代： | 1610年代臺灣 \| 1620年代臺灣 \| 1630年代臺灣 \| 1640年代臺灣 \| 1650年代臺灣 \| 1660年代臺灣 \| 1670年代臺灣                                           |
| 年份： | 1637年臺灣 \| 1638年臺灣 \| 1639年臺灣 \| 1640年臺灣 \| 1641年臺灣 \| 1642年臺灣 \| 1643年臺灣 \| 1644年臺灣 \| 1645年臺灣 \| 1646年臺灣 \| 1647年臺灣 |
| 纪年： | 壬午年（马年）、荷蘭東印度公司統治臺灣18周年、西班牙統治臺灣16周年                                                                                     |

本條目介紹臺灣於1642年所發生的歷史事件，以及該年重要台灣人物的生卒日期。這年是荷蘭東印度公司於臺南開啟荷蘭統治時期的第十九年，新西班牙菲律賓都督府於基隆開啟西班牙北台灣統治時期的第十年。南部處於第6任臺灣長官保羅·特羅登紐斯的管理下，這一年荷蘭東印度公司攻擊新西班牙菲律賓都督府的北台灣地區並取得勝利。最後台灣北部由荷蘭東印度公司佔領，西班牙退出台灣。

## 政府

臺灣長官：保羅·特羅登紐斯
雞籠淡水長官：波爾的里奧

## 大事記
- 8月21日，發動雞籠之戰，6日後西班牙投降，退出台灣地區。

## 逝世
- 曾振暘，葬於臺南南山公墓，其墓曾振暘墓為現今臺灣已知的墳墓中最早的漢人古墓[1][2][3]。